# Chariodema bogotensis
Chariodema bogotensis är en skalbaggsart som beskrevs av Kirsch 1865. Chariodema bogotensis ingår i släktet Chariodema och familjen Melolonthidae. Inga underarter finns listade i Catalogue of Life.